# Ulewa (wiersz)

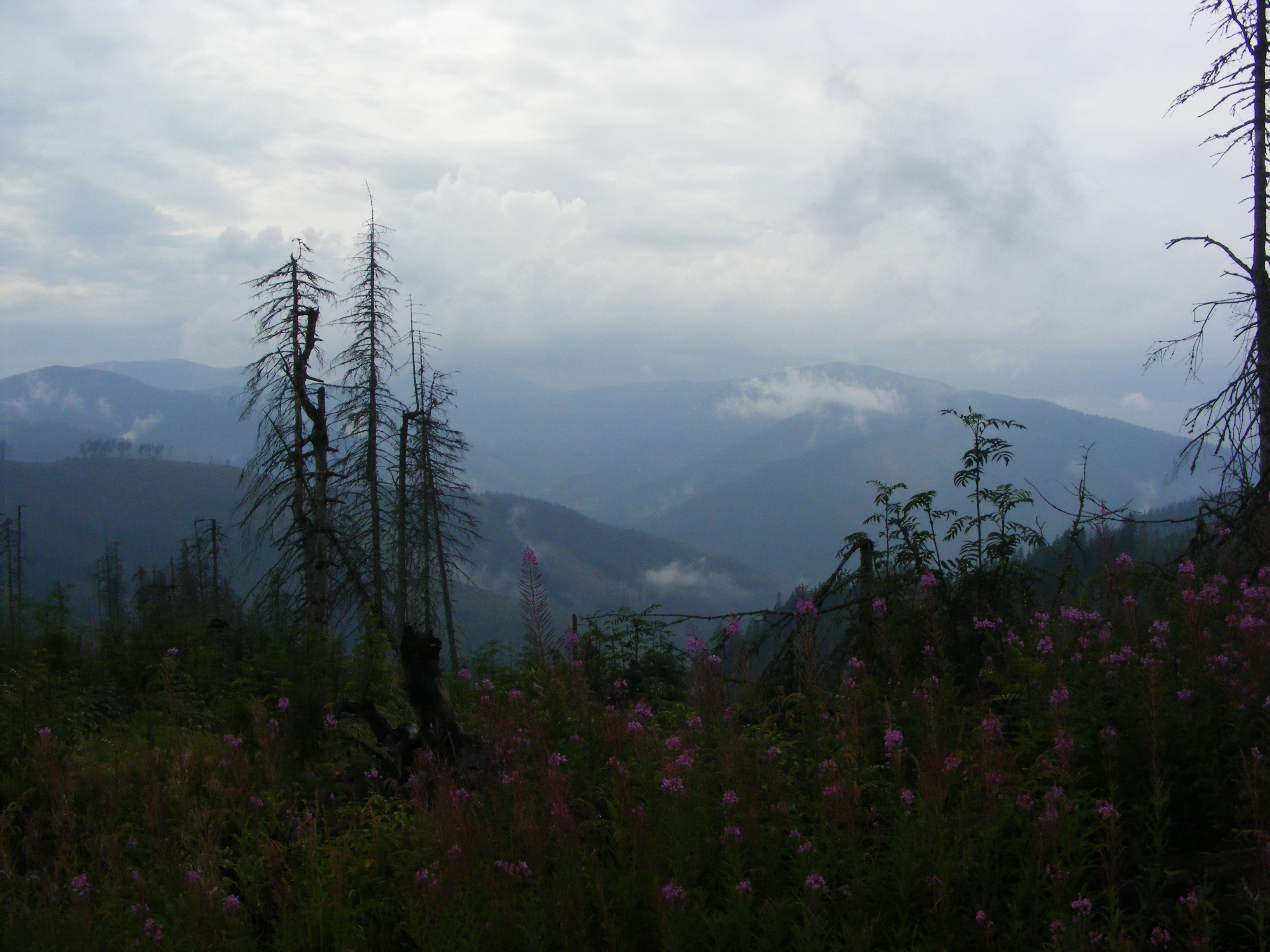
Tatry w deszczu

Ulewa – wiersz Adama Asnyka. Utwór powstał 30 lipca 1879. Składa się z sześciu czterowersowych zwrotek. Wersy nieparzyste są ośmiozgłoskowe męskie, a parzyste siedmiozgłoskowe żeńskie. Strofy rymują się krzyżowo abab. Pod względem systemowym wiersz reprezentuje sylabotonizm. Metrum jest jambiczne. Dłuższe wersy są czterostopowe ze średniówką męską (sSsS||sSsS), a krótsze trójstopowe z hiperkataleksą (sSsSsSs). Wiersz zalicza się do nurtu liryki przyrody.
Na szczytach Tatr, na szczytach Tatr,

Na sinej ich krawędzi,

Króluje w mgłach świszczący wiatr

I ciemne chmury pędzi.